# Acidosi metabolica
L'acidosi metabolica, in fisiologia e in patologia, è una forma di acidosi dovuta a primitiva riduzione della concentrazione corporea di bicarbonati e della strong ion difference.
Si caratterizza per la diminuzione del pH del sangue (il cui valore normale è compreso tra 7,35 e 7,45).

## Eziopatologia
L'acidosi metabolica può svilupparsi con tre meccanismi:
- Eccessivo accumulo di acidi non volatili (gli acidi volatili sono infatti eliminati dai polmoni): chetoacidosi diabetica, acidosi lattica, intossicazioni (etanolo, metanolo, salicilati, biguanidi), enzimopatie congenite (malattie mitocondriali, leucinosi)
- Perdita di alcali non volatili, tra cui il bicarbonato: diarrea, fistole pancreatiche, uso di acetazolamide
- Ridotta capacità dei reni di eliminare gli acidi: uremia, acidosi tubulare renale

L'acidosi può inoltre verificarsi in caso di politrauma, spesso a causa del danno tissutale, delle emorragie e dei liquidi iniettati in ambito rianimatorio.
Gli stati di acidosi metabolica richiedono approfondimenti basati sulla valutazione elettrolitica, della lattacidemia e sullo stato di perfusione vascolare.

### Valutazione elettrolitica

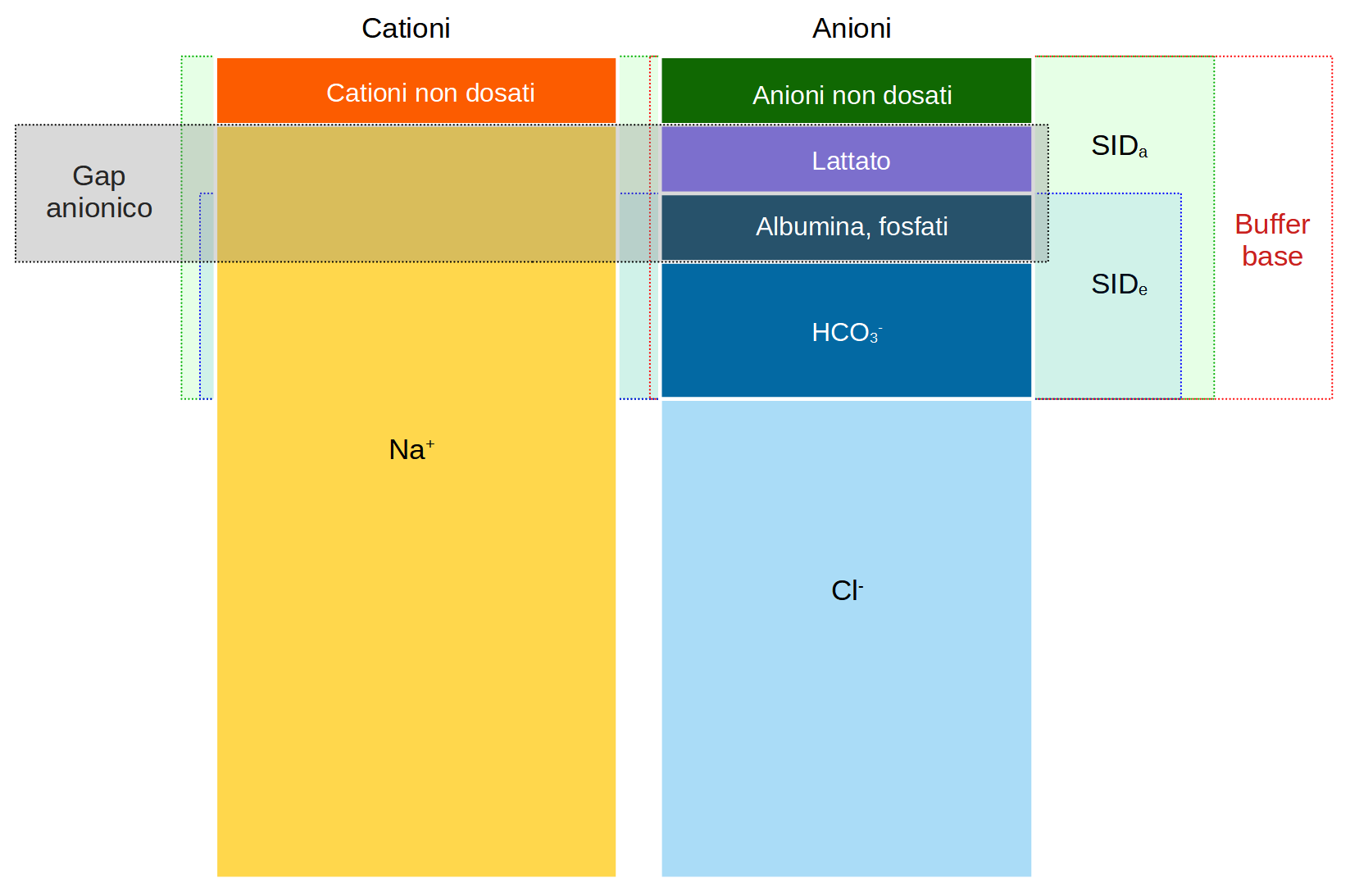
Gap anionico e strong ion difference.

È possibile distinguere due tipi di acidosi metabolica in base al gap anionico (GA):
- a gap anionico aumentato (“organiche ”o da “consumo di bicarbonati”): da accumulo di acidi organici (acidi endogeni: per chetoacidosi diabetica, acidosi lattica, digiuno prolungato, acido piroglutammico; acidi esogeni: per chetoacidosi alcolica o intossicazioni da glicole etilenico, metanolo, salicilati). Si accumula una sostanza con caratteristiche da donatore di protoni che viene continuamente dissociata in H+ e relativa base; l'H+ si lega ai sistemi tampone riducendone la disponibilità, mentre l'anione resta presente aumentando il gap anionico: infatti l'elettroneutralità è mantenuta grazie all'accumulo dell'anione che si libera dall'acido tamponato dal sistema bicarbonato, ma questo acido organico non venendo comunemente considerato nei calcoli del GA ne determina un aumento corrispondente alla quantità di bicarbonato consumato. Lo ione cloro non è coinvolto in questi processi.[2]
- a gap anionico normale (“ipercloremiche” o “minerali”): da perdita di bicarbonato (perdita di origine renale: malattia renale cronica avanzata, acidosi tubulare renale; perdita non renale: diarrea prolungata). Dovendo mantenere l'elettroneutralità, la ridotta disponibilità di bicarbonato nel tubulo prossimale comporta che il sodio assorbito sia abbinato al cloro; in caso di patologie renali, la mancata acidificazione delle urine per alterazioni dell'epitelio tubulare renale che non trattiene bicarbonato, causa il riassorbimento di cloro al posto del bicarbonato.[2]

È però più opportuno classificarle in tre grandi cause di riduzione della strong ion difference: accumulo di acidi organici, ipercloremia ed iponatriemia (o “da diluizione”).
- Acidosi metaboliche da accumulo di acidi organici: si caratterizzano per un aumento del GA (o del GA corretto, se vi è ipoalbuminemia); la SID è ridotta, la cloremia normale. Le forme pure, legate ad un accumulo di un unico acido organico, sono rare, spesso contribuiscono acidi derivanti dai metaboliti del ciclo di Krebs (citrato, isocitrato, piruvato, idrossibutirrato, succinato).[5]
  - acidosi lattica: è una delle tipologie più frequenti; si verifica se il lattato sierico è superiore a 5 mmol/l. Il tipo A è da scarsa ossigenazione tissutale, causando un metabolismo anaerobico; quella di tipo B è data da alterazioni del metabolismo senza ipo-ossigenazione, ad esempio nella sepsi, in cui si hanno aumento della glicolisi e ridotto smaltimento del lattato, o nei tumori maligni.[5]
  - chetoacidosi diabetica
  - ingestione di sostanze esogene
  - insufficienza renale acuta
- Acidosi metaboliche ipercloremiche: hanno SID pari a zero, o tendono a ridurla.[5]
  - Infusione di liquidi “non bilanciati”, cioè la cui concentrazione di cloro è maggiore rispetto al plasma (tipicamente la soluzione salina isotonica): è la prima causa di acidosi ipercloremica; la gravità è correlata alla quantità di cloro e alla sua rapidità di infusione. Spesso è una acidosi transitoria, se la funzione renale è normale.
  - Insufficienza renale cronica: è la causa più frequente per un difetto di eliminazione della NH4Cl.
  - Acidosi tubulare renale
  - Ingestione di sostanze esogene: acetazolamide, antialdosteronici
  - Perdita digestiva di bicarbonati con riassorbimento di cloro: diarrea, fistole pancreatiche, fistole biliari
- Acidosi metabolica da iponatriemia: ha SID ridotta. La riduzione dei bicarbonati plasmatici non è indotta da riempimento vascolare: la reidratazione con soluzioni non bilanciate, o l'iponatriemia, comportano una iperidratazione del compartimento intracellulare senza variazioni del volume extracellulare.[5]

### Compenso
Quando l'acidosi metabolica si instaura, l'organismo tenta di mantenere o ripristinare i normali valori di pH dei liquidi corporei ricorrendo ai sistemi di compenso che non sono direttamente danneggiati dalla malattia. L'apparato respiratorio interviene rapidamente eliminando una maggiore quantità di anidride carbonica con una iperventilazione compensatoria.
Il principale sistema tampone con cui l'organismo mantiene un pH costante è quello del bicarbonato, catalizzato dall'enzima anidrasi carbonica.
Per compensare la riduzione delle basi, l'organismo eliminerà una maggiore quantità di acidi sotto forma di anidride carbonica. Il compenso prevede una riduzione della pCO2 di 12 mmHg per ogni 10 mEq/l di bicarbonati persi. Di conseguenza l'emogasanalisi di una persona con acidosi metabolica mostrerà una riduzione della CO2; la risposta respiratoria ha però un limite:  per patologie respiratorie concomitanti, o affaticamento dei muscoli respiratori.
Se la causa dell'acidosi non è un problema renale, dopo qualche giorno interverranno anche i reni con un aumento dell'escrezione di acidi sotto forma di ione ammonio e conseguente riassorbimento di bicarbonati.

## Clinica

### Diagnostica
In ogni caso, effettuando un'emogasanalisi arteriosa, si trovano la riduzione dei bicarbonati e del pH.
Per indirizzare alla diagnosi della malattia che ha comportato l'acidosi metabolica sono necessari ulteriori esami.

### Segni e sintomi
Tra i segni e i sintomi manifestati dai pazienti con acidosi molti sono aspecifici e si manifestano solo per grave acidosi.
Sono molto comuni la nausea e il vomito accompagnati da malessere generale e astenia.
Nelle forme più gravi un reperto caratteristico è l'aumento della ventilazione polmonare di entità variabile fino al respiro di Kussmaul; nelle stesse situazioni può verificarsi una compromissione dello stato di coscienza fino al coma e una riduzione della pressione arteriosa fino allo shock, con esito potenzialmente letale.

## Trattamento
La rimozione o il trattamento della causa (ad esempio correzione della glicemia nella chetoacidosi diabetica, emodialisi nell'insufficienza renale acuta o cronica avanzata e in alcune intossicazioni) sono sempre necessari e spesso sufficienti.
- Soluzioni tampone: le indicazioni sono molto limitate. Il bicarbonato di sodio ha effetto alcalinizzante aumentando la SID per la persistenza del catione forte Na+, mentre il bicarbonato scompare in quanto anione debole; comporta però riduzione dell'affinità dell'emoglobina all'ossigeno e produzione di CO2 (che attraversa la barriera ematoencefalica), con acidosi intracellulare paradossa ed acidificazione del liquor; restando il catione sodico, comporta sovraccarico volemico ed iperosmolarità plasmatica, ipopotassiemia per trasferimento intracellulare del potassio.[5] Nei casi causati da ipoperfusione tissutale, a causa di un inadeguato apporto di ossigeno i tessuti sviluppano un metabolismo di tipo anaerobico con iperproduzione di acido lattico e metaboliti intermedi del ciclo di Krebs, per cui è lo spazio intracellulare il primo ad acidificarsi: infondere bicarbonato a circolo compromesso genera CO2 che non è adeguatamente trasportata ai polmoni, retrodiffondendo nei tessuti ed acidificandoli ulteriormente; le indicazioni per il bicarbonato sono quindi solo nei casi di perdita cronica di bicarbonati e per l'acidosi da consumo di bicarbonato a perfusione conservata.[2]
- Dialisi extrarenale: permette di trattare contemporaneamente tutti i disturbi metabolici compresa l'acidosi; aumenta la SID eliminando anioni organici e il cloro.[5]
- Sedazione con ventilazione artificiale: riduce la richiesta energetica metabolica, e permette di assecondare la risposta ventilatoria per eliminare la CO2.[5]